# Expatriate Archive Centre

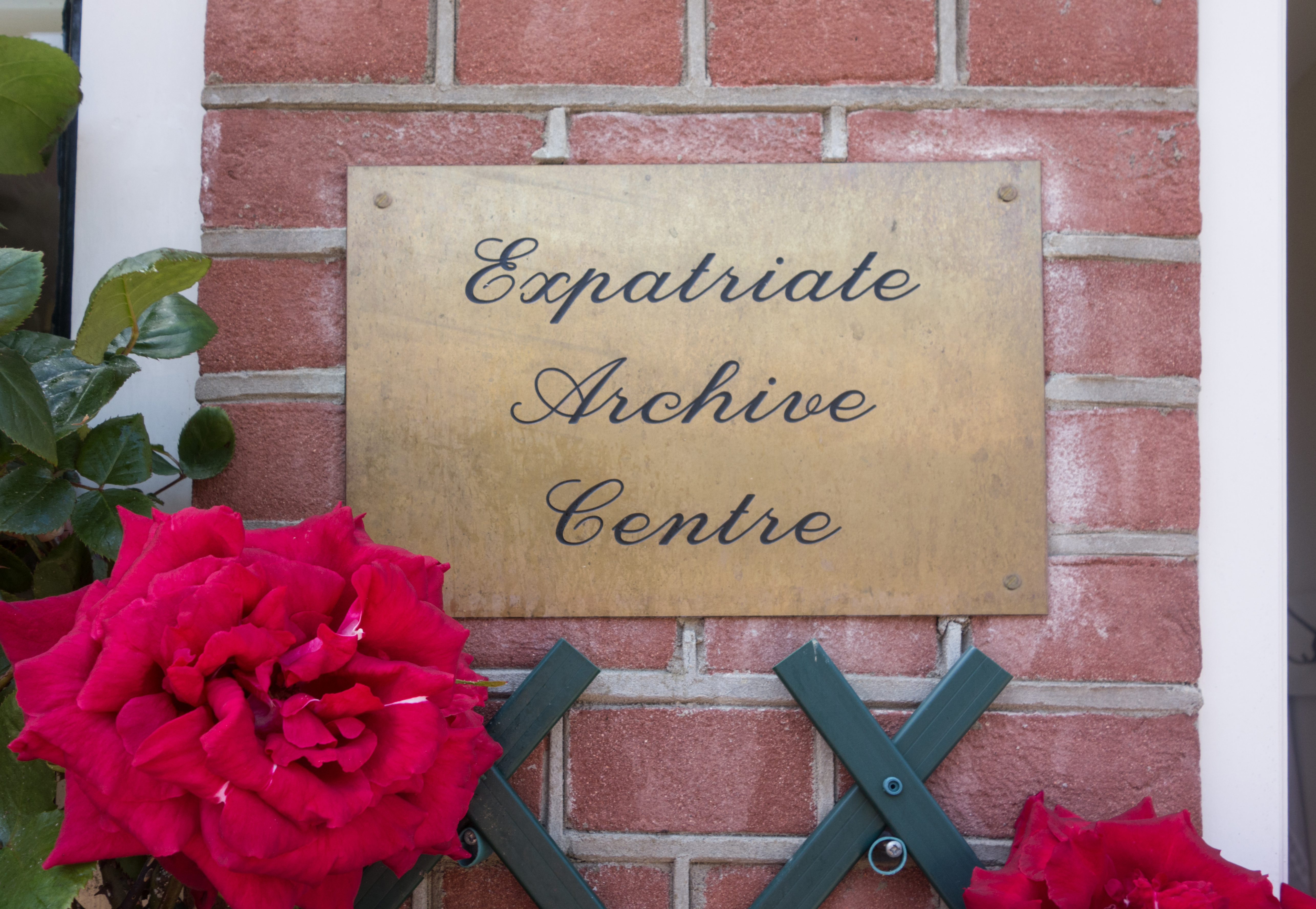
Naambord bij de ingang van het Expatriate Archive Centre in Den Haag

Het Expatriate Archive Centre (EAC) is een archief in het Nederlandse Den Haag dat als missie heeft om de levensverhalen van expatriates (afgekort tot expats) wereldwijd te beheren en te bewaren en deze toegankelijk te maken voor wetenschappelijk onderzoek voor internationale onderzoekers. Er zijn verschillende definities van een expat, maar het EAC beschouwt als expat iedereen die tijdelijk in een ander land dan zijn thuisland woont; de nadruk ligt op het woord ‘tijdelijk’.

## Ontstaansgeschiedenis van het EAC

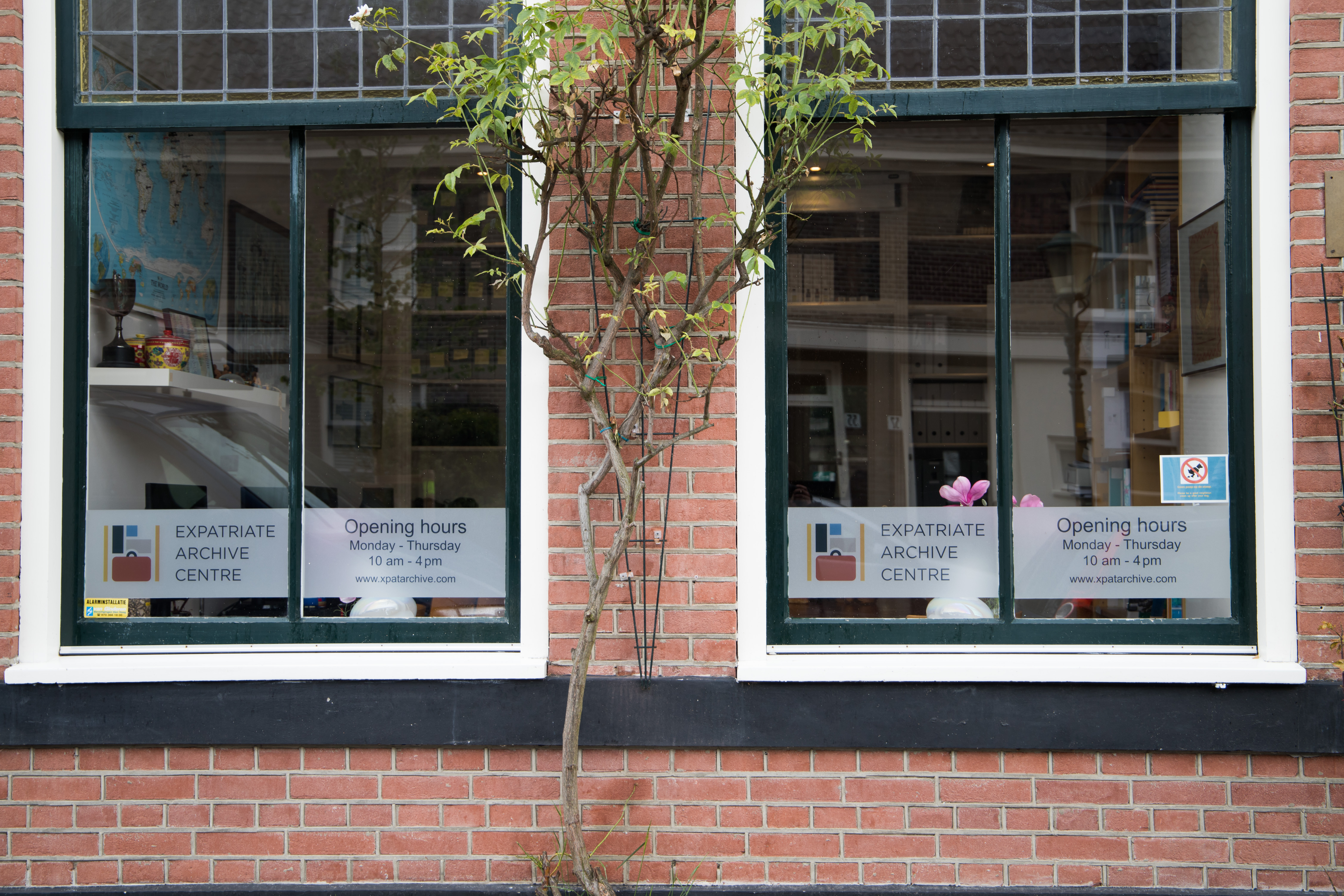
Voorkant van het Expatriate Archive Centre in Den Haag. Foto genomen door Carmen Morlon.

Begin jaren negentig besloten een aantal echtgenotes van Shell-werknemers dat de ervaringen van Shell-families te waardevol waren om verloren te laten gaan en meer erkenning verdienden. Door de levens van deze expatriates liepen vaak dezelfde rode draden: om de zoveel jaar naar een ander land verhuizen om daar een nieuw leven op te bouwen, aanpassen aan een nieuwe omgeving en andere cultuur, het (al dan niet) succesvol combineren van twee carrières, afscheid nemen, onderwijs, een nieuwe taal leren. Dit leidde in 1993 tot de publicatie van het boek “Life on the Move” en in 1996 van het vervolg daarop “Life Now”, beide gevuld met bijdragen van families van Shell-medewerkers van over de hele wereld. De oudste ingezonden herinneringen dateren uit 1928. De makers van de boeken hadden veel meer bijdragen ontvangen dan in de boeken opgenomen konden worden. Om deze verzameling herinneringen te bewaren, werd het Shell Outpost Family Archive opgericht als onderdeel van de Stichting Outpost.
Na enkele jaren volgde een verzelfstandiging. Op 10 april 2008 werd de onafhankelijke stichting Expatriate Archive Centre officieel geopend door de toenmalige burgemeester van Den Haag Jozias van Aartsen. Elske van Holk-van Eysinga was de eerste directeur.
Het EAC maakte gebruik van de kennis en ervaring van het Haags Gemeentearchief om het eigen beheerssysteem op te zetten. Dit leidde later tot een intentieverklaring ter bevordering van de onderlinge samenwerking.
De doelstellingen van het EAC zijn:
- Het bewaren en beheren van uniek bronmateriaal dat ervaringen van expats van alle nationaliteiten en achtergronden weergeeft;
- Het vestigen van een kenniscentrum voor onderzoek naar tijdelijke migratie;
- Het toekennen van hun rechtmatige plaats in de wereldwijde migratiegeschiedenis aan de levensverhalen van expats.

Tegenwoordig heeft het EAC vijf betaalde parttime medewerkers. Daarnaast draait het archief op vrijwilligers en biedt het stageplaatsen voor (Master)studenten. In 2013 volgde Kristine Racina Elske van Holk-van Eysinga op als directeur van het EAC.

## De collectie van het EAC

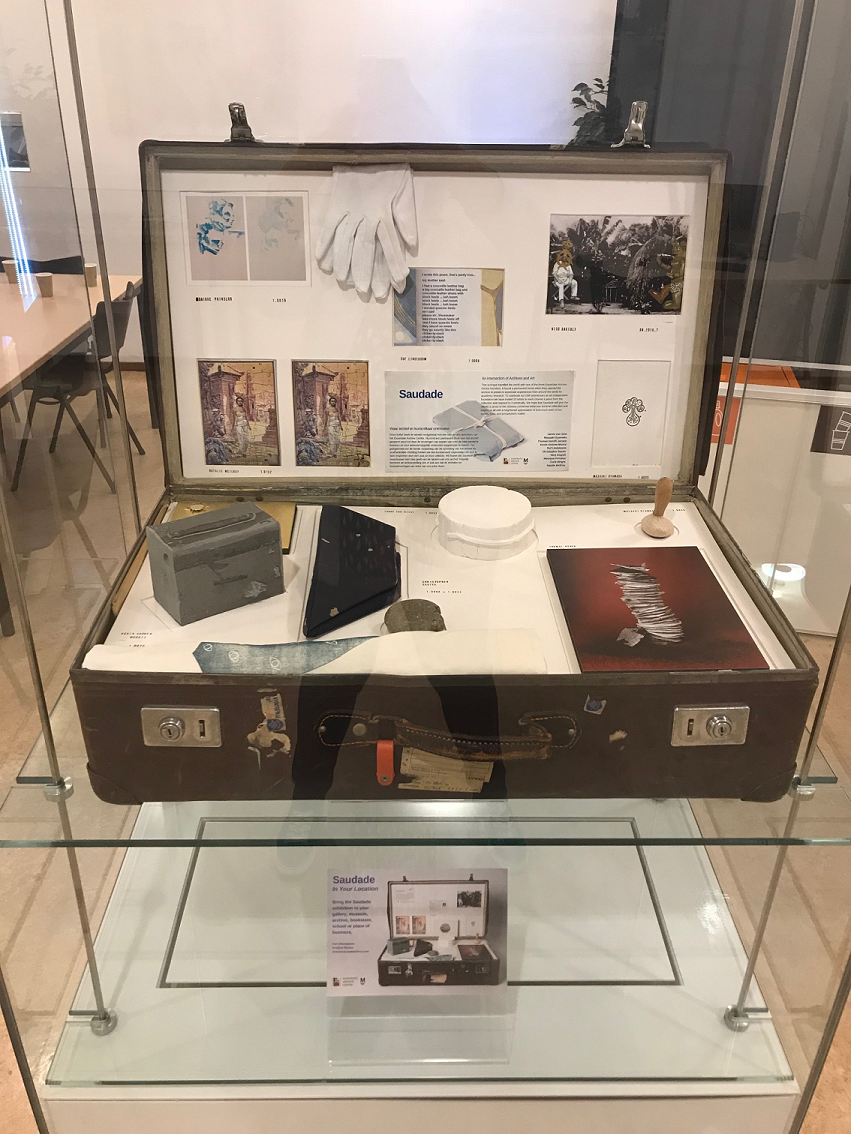
Koffer met kunstwerken voor de tentoonstelling Saudade door het Expatriate Archive Centre, 2018.

Sinds de verzelfstandiging in 2008 richt het EAC zich niet meer uitsluitend op de levensverhalen van Shell-expatfamilies. Het archief beheert nu de levensverhalen van expatriates van alle nationaliteiten en van over de hele wereld, ongeacht de reden waarom zij tijdelijk buiten hun thuisland wonen (werk, studie, relatie of iets anders) en ongeacht de gezinssituatie (of iemand met partner en/of kinderen of alleen migreert). De archiefcollecties hoeven dus ook geen link te hebben met Nederland: de expats hoeven niet de Nederlandse nationaliteit te hebben en ook niet in Nederland gewoond te hebben. Door deze verbreding is de collectie enorm gegroeid en gevarieerder geworden.
Het EAC verzamelt ook materiaal over de periode na terugkeer uit het buitenland, Third Culture Kids en andere onderwerpen die met het expatleven te maken hebben. De nadruk ligt op persoonlijke documenten zoals dagboeken, brieven, foto's, plakboeken, memoires, blogs, emails en audio- en video-opnamen. De collectie van het EAC omvat momenteel meer dan 130 familiearchieven in achttien talen. De archieven dateren vanaf het eind van de negentiende eeuw tot nu, vertegenwoordigen veertien verschillende nationaliteiten en hebben betrekking op meer dan tachtig landen. Daarnaast bevat de collectie archieven van een aantal organisaties die opgericht zijn door expatriates en zich in hun activiteiten op expats richten.

## Belang van het archiveren van expatmateriaal
De oprichting van het EAC past in een algemene ontwikkeling van het denken binnen de archiefwereld over wat wel en wat niet belangrijke documenten zijn. De verhalen van gewone mensen worden steeds meer de moeite waard gevonden om gearchiveerd te worden, naast bijvoorbeeld overheidsstukken en andere officiële documenten. Het EAC sluit aan bij deze ontwikkeling doordat het gespecialiseerd is in de geschiedenis van een groep mensen die anders over het hoofd gezien wordt door historici en deze geschiedenis in een bredere context plaatst.
Het soort materiaal dat het EAC bewaart, is van belang voor wetenschappers die onderzoek doen naar bijvoorbeeld migratie, de geschiedenis van een bepaalde locatie en/of een bepaalde periode, sociale geschiedenis, meertaligheid, Third Culture Kids, onderwijs in het buitenland, de psychologische aspecten en politieke of culturele veranderingen die bij tijdelijke migratie een rol spelen.
De collectie van het EAC laat goed zien hoe het expatleven in de loop van de twintigste eeuw sterk veranderd is. Zo is de reistijd fors afgenomen. Mensen besluiten ook vaker dan vroeger op eigen initiatief tijdelijk naar een ander land te verhuizen in plaats van dat ze bijvoorbeeld door een werkgever uitgezonden worden. Binnen Europa zijn de grenzen vervaagd. Het internet maakt de afstand tussen de expat en het geboorteland klein. Deze veranderingen zijn terug te vinden in de archieven die door expats aan het EAC zijn geschonken en in de manier waarop zij hun ervaringen delen met vrienden en familie.

## Initiatieven van het EAC

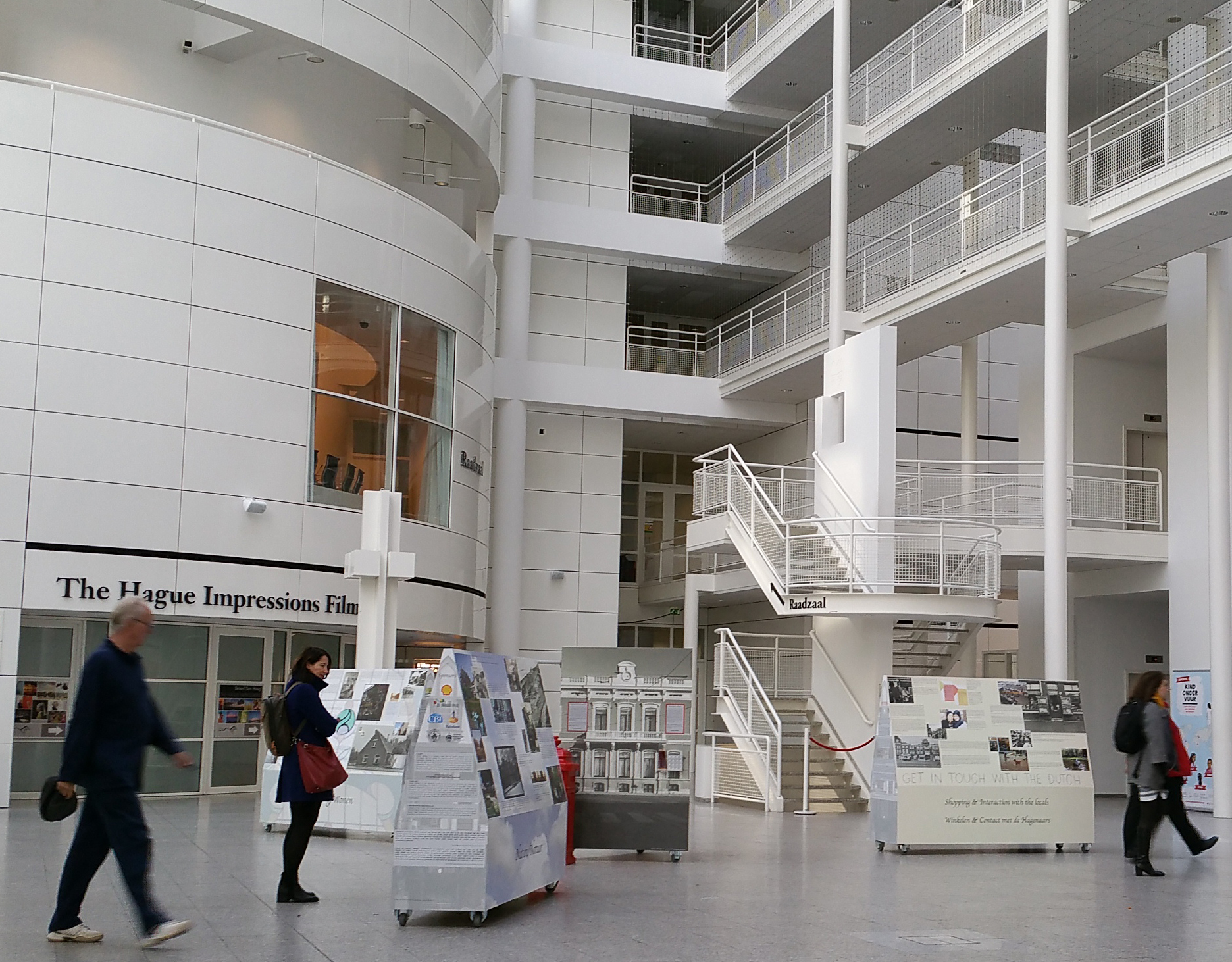
Tentoonstelling Den Haag door de ogen van expats in het Atrium van het Stadhuis Den Haag, 2015

In de loop van de jaren heeft het EAC een aantal initiatieven opgestart om de eigen collectie in het bijzonder en het belang van de studie van expatriates in het algemeen aan de bredere buitenwereld te tonen.
- In 2020 lanceerde het EAC het project "Expatleven tijdens de COVID-19 pandemie" om een archiefcollectie op te zetten met materiaal waarin expats hun ervaringen tijdens deze bijzondere periode beschrijven[8].
- In 2019 begon het EAC met het Blog Archiving Project[9]. Dit is een steeds groeiend digitaal archief van blogs geschreven door expatriates. Op deze manier worden deze digitale dagboeken bewaard en beschikbaar gemaakt voor wetenschappelijk onderzoek.
- In 2019 introduceerde het archief de EAC Thesis Award om het wetenschappelijk onderzoek naar expatriates te bevorderen[10]. De scriptieprijs staat open voor Masterstudenten van over de hele wereld.
- In 2018 organiseerde het EAC ter gelegenheid van het tienjarig bestaan als onafhankelijke stichting de rondreizende tentoonstelling Saudade[11] met bijbehorend boek[12]. Tien kunstenaars van over de hele wereld werden gevraagd om een kunstwerk te maken geïnspireerd door een archiefstuk uit de collectie van het EAC. Alle tien kunstwerken passen samen in één koffer. De tentoonstelling is op verschillende plaatsen in Nederland en het buitenland te zien geweest en wordt op aanvraag nog steeds vertoond.
- In 2016 begon het EAC de @WeAreXpats RoCur account op Twitter[13]. Iedere week tweet een expat ergens op de wereld over wat hem of haar bezighoudt. Deze tweets worden bewaard en toegankelijk gemaakt voor wetenschappelijk onderzoek. Net als het Blog Archiving Project is deze digitale collectie het resultaat van de veranderde manier waarop expats door de opkomst van het internet hun ervaringen documenteren en delen.
- In 2015 organiseerde het EAC in samenwerking met ACCESS en het Haags Gemeentearchief de rondreizende tentoonstelling "Den Haag door de ogen van expats"[14]. Een combinatie van tekst en foto’s liet zien hoe expatriates van 1950 tot nu tegen hun tijdelijke woonplaats Den Haag aankeken. Deze tentoonstelling is te zien geweest op verschillende locaties in Den Haag en omgeving.
- In 2013 organiseerde het EAC ter gelegenheid van zijn vijfjarig bestaan het eendaagse academisch congres "The Expatriate Experience: Past and Present in Den Haag"[15].